# La balsa de piedra
La balsa de piedra (en portugués: A jangada de pedra) es una novela de José Saramago, publicada en 1986.

## Reseña
Cuenta la historia ficticia de la separación geográfica de la península ibérica del resto del continente europeo. Ha sido traducida a más de veinte idiomas y adaptada al cine.
La separación geográfica es una alusión a como Saramago percibía la unificación de Europa, donde los países ibéricos estaban desplazados, navegando a la deriva sin una identidad cultural, social o económica con el resto del continente.
A este acontecimiento impactante, aparentemente sin explicación científica, preceden otros cuatro igualmente sobrenaturales que unen a los personajes a los que les ha sucedido: Joana Carda, Joaquim Sassa, José Anaiço, Maria Guavaira, Pedro Orce y un curioso can llamado Constante, los cuales parten hacia una especie de viaje de búsqueda espiritual, donde logran separarse de sus antiguas vivencias y al igual que la península viajan a la deriva, buscando una explicación a lo ocurrido, ya que de alguna manera, sienten que colaboraron con lo ocurrido en tierras ibéricas.
Saramago tiene camino libre y fértil para desarrollar sus críticas con respecto de la vida en sociedad, a sus autoridades y a la facilidad con que las tendencias cambian de bando, como si de una balsa a la deriva se tratase.

## Adaptación al cine
En 2002 se hizo una adaptación para el cine dirigida por George Sluizer y protagonizada, entre otros, por Federico Luppi, Icíar Bollaín, Raúl Cano, Simon Chandler, Marques D'Arede, Gabino Diego, Manuel Galiana, Diogo Infante, Ana Padrão, Antonia San Juan y Rebeca Tébar.